# Ndamukong Suh
(en) Statistiques sur pro-football-reference
Ndamukong Suh, né le 6 janvier 1987 à Portland (Oregon), est un sportif professionnel américain de football américain d’origine camerounaise ayant joué au poste de defensive tackle dans la National Football League (NFL) pendant treize saisons pour les franchises des Lions de Détroit (2010-2014), des Dolphins de Miami (2015-2017), des Rams de Los Angeles (2018), des Buccaneers de Tampa Bay (2019-2021) et des Eagles de Philadelphie (2022).
Auparavant, il a joué au niveau universitaire pendant cinq saisons (2005-2009) pour les Cornhuskers de l'université du Nebraska au sein de la NCAA Division I FBS. Il y est reconnu à l'unanimité joueur All-America au terme de sa dernière saison universitaire. Il est ensuite sélectionné en deuxième choix global lors du premier tour de la draft 2010 de la NFL par la franchise de Détroit.
Lors de son année senior à l'université, Suh devient un des joueur le plus décoré de l'histoire de la NCAA. Il y a remporté de nombreux prix dont ceux du meilleur joueur NCAA par l'Associated Press (MVP), du Bronko Nagurski Trophy, du Chuck Bednarik Award, du Lombardi Award et du Outland Trophy.
Lors de son séjour avec les Lions, Suh a obtenu trois sélections All-Pro et quatre pour le Pro Bowl en plus d'avoir été désigné meilleur défenseur rookie de la saison 2010. En 2015, Suh est devenu le joueur défensif le mieux payé de l'histoire de la NFL après avoir signé un contrat de six ans avec les Dolphins d'une valeur de plus de 114 dont près de 60 entièrement garantis, même s'il fut libéré après trois saisons. Il est un des quatre defensive tackles sélectionné dans l'équipe NFL de la décennie 2010.

## Biographie

### Carrière universitaire
Étudiant à l'université du Nebraska à Lincoln, il joua pour les Cornhuskers du Nebraska. En 2009, il remporte l'Outland Trophy, le Chuck Bednarik Award, le Bronko Nagurski Trophy, le Lombardi Award et le Bill Willis Award (en).

### Carrière professionnelle

#### Draft
Suh est sélectionné en la 2e choix global lors du premier tour de la draft 2010 de la NFL par la franchise des Lions de Détroit.

#### Lions de Détroit
Pour sa première saison, il est directement nommé Rookie de l'année. Auteur de 10 sacks, soit plus que tout autre defensive end, il est logiquement sélectionné au Pro Bowl la même année. Il est le premier membre des Lions depuis Barry Sanders à y être invité comme titulaire. Il manque toutefois le match du fait d'une blessure.
Malgré ses qualités sur le terrain, il est souvent décrié du fait de son jeu violent, qui lui a valu en deux saisons plus de pénalités et d'amendes que tout autre joueur dans le même laps de temps. Il a notamment été suspendu le 29 novembre 2011 durant deux matchs pour avoir volontairement écrasé le bras d'Evan Dietrich-Smith au cours d'un match.

#### Dolphins de Miami
En mars 2015, il signe aux Dolphins de Miami et devient le joueur défensif le mieux payé de l'histoire de la ligue avec un contrat de six ans d'une valeur de 114 millions de dollars.
Après trois saisons avec les Dolphins, il est libéré le 14 mars 2018 par l'équipe de Miami afin de libérer de l'espace sur leur masse salariale.

#### Rams de Los Angeles
Le 26 mars 2018, il signe un contrat d'un an pour 14 millions de dollars avec les Rams de Los Angeles.

#### Buccaneers de Tampa Bay
Le 23 mai 2019, il signe un contrat d'un an avec les Buccaneers de Tampa Bay. Il signe à nouveau des contrats d'un an pour les saisons 2020 et 2021.
En février 2021, il gagne son premier Super Bowl face aux Chiefs de Kansas City sur le score de 31-9 lors du Super Bowl LV,.

#### Eagles de Philadelphie
Le 17 novembre 2022, il signe un contrat d'un an avec les Eagles de Philadelphie.
Il dispute huit matchs avec les Eagles, totalisant un sack, dix plaquages et deux hits sur quarterback au terme de la saison régulière 2022. Suh joue également le Super Bowl LVII, que les Eagles perdent 35 à 38 face aux Chiefs de Kansas City.

#### Retraite
Après deux saisons sans contrat, Suh annonce le 12 juillet 2025 prendre officiellement sa retraite du football professionnel via son profil sur les médias sociaux X et Instagram.

## Palmarès

### En NCAA
- Vainqueur du Outland Trophy (2009)[14] ;
- Vainqueur du Lombardi Award (2009)[15] ;
- Vainqueur du Bronko Nagurski Trophy (2009)[16] ;
- Vainqueur du Chuck Bednarik Award (2009)[17] ;
- Vainqueur du Bill Willis Trophy (2009) ;
- Désigné meilleur joueur universitaire de la saison 2009 par l'AP[18] ;
- Désigné meilleur défenseur de la saison 2009 en conférence Big 12[19] ;
- Désigné meilleur joueur de ligne défensif 2009 de la conférence Big 12 ;
- Reconnu à l'unanimité joueur All-American au terme de la saison 2009[20] ;
- Sélectionné dans la première équipe de la conférence Big 12 au terme des saisons 2008 et 2009 ;
- Son no 93 porté chez les Cornhuskers du Nebraska a été retiré[21].

### En NFL
- Vainqueur du Super Bowl LV[8] ;
- Désigné meilleur rookie défensif de la saison 2010 par l'AP[22] ;
- Désigné meilleur rookie défensif de la saison 2010 par PFWA[23]
- Sélectionné dans la première équipe des rookie NFL par PFWA au terme de la saison 2010[24] ;
- Sélectionné dans la 1re équipe All-Pro au terme des saisons 2010[25], 2013[26] et 2014[27] ;
- Sélectionné dans la 2e équipe All-Pro au terme des saisons 2012 et 2016 ;
- Sélectionné au Pro Bowl au terme des saisons 2010[28], 2012[29], 2013[30], 2014[31] et 2016[32] ;
- Sélectionné dans l'équipe NFL de la décennie 2010[33] ;